# 家坂文子
家坂 文子（いえさか あやこ、1956年4月4日 - ）は、日本の元アナウンサー。

## 来歴
東京都出身。玉川学園女子短期大学卒業。短大3年時の1978年から1年間、NHK教育テレビの『理科教室 小学校2年生』に司会役のお姉さんとしてレギュラー出演していた。
短大を卒業後、1980年に山形放送 (YBC) に入社。アナウンサーとして『YBC6時です』や報道番組などを担当した後、アナウンス部から営業部へ異動。
1988年に山形放送を退社し、その翌年に開局したテレビユー山形 (TUY) に入社。アナウンサーとして『TUYニュース』と県政番組『テレビ遊学館』を3年間担当。1990年には、『クイズダービー』に東北放送 (TBC) アナウンサーの石川太郎とペアを組んで出場。最終問題ではらたいらに賭けて10万点を獲得し、紙吹雪の洗礼を受けた。のちに報道部、総務部勤務を経て、1998年にテレビユー山形を退社した。